# Mirko Milićević
Mirko Milićević (in serbo Мирко Милићевић?; Novi Sad, 2 agosto 1965) è un ex cestista jugoslavo con cittadinanza turca, dal 2006 serbo.

## Palmarès
- Coppa del Presidente: 1

Türk Telekom: 1997